# Мокрий Ташлик
Мо́крий Ташли́к (інша назва — Гнилий Ташлик) — річка в Україні, у межах Новоукраїнського району Кіровоградської області та Черкаського району Черкаської області. Ліва притока Тясмину (басейн Дніпра).

## Опис
Довжина річки 51 км, площа басейну 596 км². Долина трапецієподібна, симетрична, завширшки до 3 км. Заплава завширшки до 100 м; у верхів'ї річки заболочена. Річище звивисте, на окремих ділянках замулене, завширшки до 10 м. Похил річки 1,4 м/км. Споруджено декілька ставків.

## Розташування
Річка бере початок на південний схід від села Василівки. Тече спочатку на північний захід, згодом на північ, а далі — на північний схід і схід. Впадає до Тясмину в межах села Ярового. 

## Притоки
- Сухий Ташлик (права)
- Річка без назви - ліва притока. Бере початок у селі Сердюківка. Тече переважно на північний схід і у селі Лузанівка впадає у Мокрий Ташлик.[1] [2] [3]